# 2008 في سويسرا
فيما يلي قوائم الأحداث التي وقعت خلال عام 2008 في سويسرا.

## سياسة

### تعيين في المنصب
- 1 يناير – إيفلين ويدمر شلمف عضو المجلس الفيدرالي السويسري.

### انتهاء فترة المنصب
- 31 ديسمبر – أولي ماورر عضو المجلس الوطني السويسري.
- 31 ديسمبر – صموئيل شميد عضو المجلس الفيدرالي السويسري.

## رياضة
- 22 يونيو – طواف سويسرا 2008 الفائزون رومان كريوزيجير، إيغور أنطون، أندرياس كلودن.
- 29 يوليو – بطولة أمم أوروبا لكرة القدم 2008 الفائز منتخب إسبانيا لكرة القدم.

## أفلام
من الأفلام التي صدرت هذه السنة في سويسرا:
- 1 يناير – تولبان من إخراج Sergey Dvortsevoy [الإنجليزية]‏.
- 1 يناير – ملح هذا البحر من إخراج آن ماري جاسر.
- 18 مايو – منزل من إخراج أورسولا ماير.

## وفيات

### أبريل
- 15 أبريل – فيرنان جاكار (مواليد 1907) لاعب كرة قدم سويسري.
- 29 أبريل – ألبرت هوفمان (مواليد 1905) كيميائي سويسري.

### أغسطس
- 3 أغسطس – أنتون أليمان (مواليد 1936) لاعب كرة قدم سويسري.